# Sahwa
I Sahwa (in arabo الصحوة), ossia Risveglio, inizialmente denominati Figli dell'Iraq, sono una forza suppletiva dell'esercito iracheno composta di circa 92.000 soldati, prevalentemente integrati dagli insorgenti sunniti iracheni.
Sono stati creati dallo sceicco Ahmed Abu Risha e finanziati dall'esercito americano nel 2006 contro i gruppi legati ad al-Qaida, hanno contribuito a ridurre le violenze scoppiate nel 2007. La denominazione Sahwa nasce alla fine del 2006 nella provincia di Al-Anbar, un feudo dell'insorgenza sunnita.
Considerati come traditori dagli ex alleati insorgenti membri di Al-Qaida in Iraq, sono stati oggetto di numerosi attentati e assassini mirati.
Il 2 aprile 2009, l'esercito americano ha riconsegnato il controllo di questa forza alle autorità irachene. Il 6 giugno 2012, 70.000 membri si sono uniti alle forze di sicurezza irachene ottenendo un lavoro civile mentre 30.000 hanno continuato ad effettuare missioni di sicurezza .

## Attentati
- 18 settembre 2007 : assassinio dello sceicco Abdul Sattar Abu Risha, capo dei Sahwa del governatorato di Al-Anbar, a Ramadi[2].
- 22 marzo 2008 : un bombardamento aereo americano uccide per errore 6 Sahwa in un posto di blocco presso Samarra. I Sahwa, esasperati per la ripetizione di fuoco amico e dal non pagamento dei loro stipendi minacciano di disertare [3].
- 11 aprile 2009 : Un attentato suicida con autobomba contro il quartier generale di una milizia sunnita sahwa alleata degli americani a sud di Baghdad, causa la morte di 9 persone e il ferimento di altre 33.
- 16 aprile 2009: un attentato suicida contro la base militare irachena di Habbaniya, 60 km ad ovest di Baghdad, ferisce 38 militari sahwa tra cui alcuni ufficiali.
- 24 aprile 2009: una bomba esplosa a Bakuba causa la morte di un capo Shawa ed altre due persone.
- 18 luglio 2010 : un doppio attentato suicida contro i Sahwa, il primo contro una base militare a Radwaniya, località a maggioranza sunnita 25 km da Baghdad,uccide 43 persone e ne ferisce 40, il secondo ad Al-Qaym, 340 km ad ovest di Baghdad, presso la frontiera con la Siria, uccide due miliziani sahwa e un poliziotto e ferisce 6 persone tra cui 2 poliziotti[4].

## Partecipazione politica
Alle elezioni provinciali di Al-Anbar del gennaio 2009 il movimento del risveglio, composto dalle milizie tribali sunnite armate e finanziate dall'esercito degli Stati Uniti per combattere al-Qaida in Iraq, ha presentato una propria lista, la coalizione politica Alleanza Nazionale Irachena del Risveglio e degli Indipendenti (Lista 239). 
Essa risultò la prima lista del governatorato, ottenendo 8 seggi su 29.
L'Alleanza era guidata dallo Sheikh Ahmed Abu Risha (fratello di Abdul Sattar Abu Risha, leader del primo movimento del Risveglio a ricevere il supporto americano, il Consiglio di Salvezza dell'Anbar , ucciso nel 2007 in un attentato), dallo Sheikh Amir Ali al-Sulaiman e dallo Sheikh Hameed al-Hayyes.
A seguito del risultato elettorale, il partito ha formato un'alleanza di governo con il Partito Islamico Iracheno e successivamente hanno formato la coalizione elettorale Mutahidun, dal dicembre 2012.